# Lymantria atemeles
Lymantria atemeles is een vlinder uit de familie van de spinneruilen (Erebidae), onderfamilie donsvlinders (Lymantriinae). De wetenschappelijke naam van de soort is voor het eerst geldig gepubliceerd in 1938 door Collenette.
Het mannetje heeft een voorvleugellengte van 16 tot 19 millimeter, het vrouwtje van ongeveer 25 millimeter. De rups wordt 29 tot 34 millimeter lang. Als waardplant wordt mango gebruikt. De soort vliegt het gehele jaar door.
De soort komt voor in Cambodja, Maleisië, Thailand en Vietnam.